# Bejed
Bejed (persiska: Bojdī, بژد, Būjd, بجد) är en ort i Iran.   Den ligger i provinsen Sydkhorasan, i den östra delen av landet, 800 km öster om huvudstaden Teheran. Bejed ligger 1 563 meter över havet och antalet invånare är 762.
Terrängen runt Bejed är varierad. Runt Bejed är det glesbefolkat, med 12 invånare per kvadratkilometer. Närmaste större samhälle är Birjand, 10,3 km väster om Bejed. Trakten runt Bejed är ofruktbar med lite eller ingen växtlighet.